# Ronald Pognon
Pour les articles homonymes, voir Pognon.
Ronald Pognon (né le 16 novembre 1982 au Lamentin) est un athlète français. Il mesure 1,86 m pour 80 kg et s'est spécialisé en sprint sur les distances de 60 m, 100 m et 200 m.
Il est le premier Français à avoir couru le 100 mètres sous les dix secondes, atteignant les 9 s 99 en gagnant l'épreuve lors du meeting d'athlétisme de Lausanne du 5 juillet 2005. Il bat ainsi le vieux record de France du 100 m de 10 s 02 réalisé par Daniel Sangouma en 1990 à Lausanne (Suisse) et devient le 46e athlète au monde à passer sous la barre des dix secondes. Il a détenu ce record de France jusqu'en 2010. Il reste en revanche l'actuel détenteur du record de France du 60 m en 6 s 45 réalisé le 13 février 2005 à Karlsruhe. Cette performance avait même été le record d'Europe jusqu'en 2009.
Il a remporté plusieurs médailles internationales importantes en relais 4 × 100 mètres, notamment le titre aux Championnats du monde d'athlétisme 2005.

## Biographie
À l'origine joueur de football, Ronald Pognon commence à pratiquer l'athlétisme au collège à 14 ans en s'essayant à la course à pied au demi-fond, puis aux haies. C'est lors des Jeux olympiques d'Atlanta de 1996 qu'il trouve sa voie, le sprint, lorsqu'il suit à la télévision le déroulement de la compétition. Il devient champion d'Europe juniors sur la distance de 200 m en 2001, puis champion d'Europe espoirs en juillet 2003 sur 100 m. En mai 2003, il remporte le 100 m du meeting du Lamentin en 10"17 et bat d'un centième le record de France espoirs détenu depuis 1986 par Bruno Marie-Rose.
Lors des championnats du monde 2003 de Paris, il est éliminé en demi-finale du 100 m dans un temps de 10 s 25, finissant 6e.
Il participe aux Jeux olympiques d'Athènes de 2004. Il y est demi-finaliste en 100 et 200m.
En mars 2005, il finit 3e du 60 mètres des Championnats d'Europe en salle 2005 de Madrid derrière les britanniques Jason Gardener et Mark Lewis-Francis. Toutefois, à la suite du contrôle positif au cannabis de Lewis-Francis, il récupéra la médaille d'argent.
Lors des Championnats du monde d'athlétisme 2005, il échoue en qualification du 100 mètres mais le 13 août 2005, il devient champion du monde du 4 × 100 m avec ses coéquipiers Ladji Doucouré, Eddy De Lépine et Lueyi Dovy, en réalisant un chrono de 38 secondes et 8 centièmes.
Au cours des Championnats d'Europe en salle 2007 de Birmingham, il sera médaillé de bronze du 60 mètres derrière les britanniques Jason Gardener et Craig Pickering.
Le 15 août 2008, il finit 5e de son quart de finale du 100 m des Jeux olympiques 2008 à Pékin en 10 s 21 derrière Marc Burns, Kim Collins, Tyrone Edgar et Samuel Francis.
Il participe aux championnats du monde 2009 à Berlin et se qualifie pour les quarts de finale du 100 m. Il échoue cependant à ce stade en terminant 7e de sa série(où figuraient Asafa Powell, Darvis Patton, Marc Burns, Kim Collins, Olusoji Fasuba) dans un temps de 10 s 27. Quelques jours plus tard, Ronald Pognon et ses compatriotes Christophe Lemaitre, Eddy De Lépine et Martial Mbandjock finiront 8e et derniers de la finale du relais 4 × 100 m en 39 s 21.
Il commence sa saison 2010 avec une 6e place sur 60 m le 13 mars aux championnats du monde en salle 2010 à Doha en 6 s 65.
Le 9 juillet 2010, Christophe Lemaitre établit un nouveau record de France du 100 mètres en atteignant la marque de 9 s 98 (+1,3 m/s) lors des Championnats de France « élite » de Valence. Il améliore d'un centième de seconde la meilleure marque française détenue par lui-mème depuis le 5 juillet 2005.
En août, il participe aux championnats d'Europe 2010 à Barcelone et se qualifie pour les demi-finales du 100 m. Il échoue néanmoins à ce stade en finissant 6e de sa demi-finales dans un temps de 10 s 43.
Le 20 février 2011, aux Championnats de France en salle d'Aubière, il termine 3e du 60 m avec un temps de 6 s 70, derrière Christophe Lemaitre (6 s 58) et Martial Mbandjock (6 s 66). En juin 2011, pour l'un des premiers meeting de la saison, il participe à la réunion ibéro-américaine à Huelva en Espagne. Il se classe deuxième du 100 m en 10 s 45 derrière le Cubain Yuniel Pérez.
Après une période difficile et des mois de doute, Ronald Pognon se remobilise et retrouve sa motivation. À ce sujet, il confie à La Voix des Sports : « Ces derniers temps, ça n'allait plus trop, j'ai failli arrêter ma carrière mais je suis parti en stage à Miami avec Renaud Longuèvre, je me suis remotivé et j'ai décidé de tenter l'aventure avec Didier Baudoin ». Pognon a rejoint celui-ci à Wattignies, dans le département du Nord, côtoyant à cette occasion le Lillois Martial Mbandjock, membre de l'équipe de France de sprint.
Lors du meeting Herculis du 20 juillet 2012, en absence de Lemaitre et de Vicaut, il contribue comme deuxième relayeur à la 4e place de l'équipe de France en 38 s 78, composée également de Ben Bassaw, Pierre-Alexis Pessonneaux et Emmanuel Biron.
Lors des Jeux olympiques de Londres de 2012, il participe au relais du 4 × 100 m, placé en finisseur. Les Français terminent à la 4e place mais, le 25 juin 2015, Ronald Pognon et ses coéquipiers récupèrent la médaille de bronze à la suite de la disqualification pour dopage du sprinter Tyson Gay, confirmée par le CIO.
Ronald Pognon met un terme à sa carrière sportive en juillet 2015. Il se reconvertit en ingénieur d'affaires. En 2016, il est le parrain du marathon Touraine Loire Valley qui se déroule à Tours (Indre-et-Loire) le dimanche 18 septembre.

## Palmarès

### International

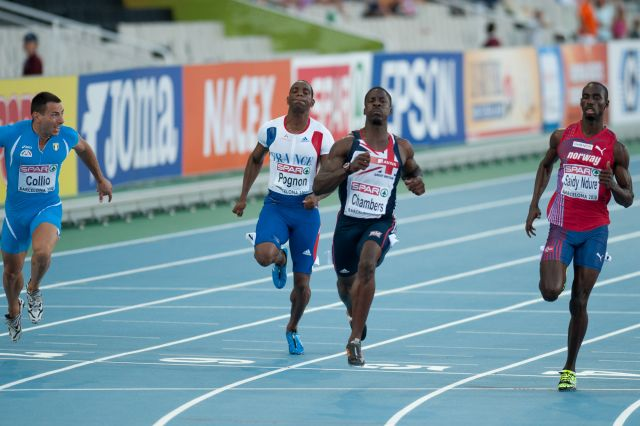
Ronald Pognon (2e en partant de la gauche) lors des Championnats d'Europe 2010

| Date | Compétition                       | Lieu              | Résultat | Épreuve   |
| ---- | --------------------------------- | ----------------- | -------- | --------- |
| 2000 | Championnats du monde juniors     | Santiago du Chili | 2e       | 4 × 100 m |
| 2001 | Championnats d'Europe juniors     | Grosseto          | 1er      | 200 m     |
| 2001 | Championnats d'Europe juniors     | Grosseto          | 2e       | 4 × 100 m |
| 2003 | Championnats d'Europe espoirs     | Bydgoszcz         | 1er      | 100 m     |
| 2004 | Coupe d'Europe                    | Bydgoszcz         | 2e       | 100 m     |
| 2005 | Championnats d'Europe en salle    | Madrid            | 2e       | 60 m      |
| 2005 | Coupe d'Europe                    | Florence          | 1er      | 100 m     |
| 2005 | Championnats du monde             | Helsinki          | 1er      | 4 × 100 m |
| 2006 | Championnats du monde en salle    | Moscou            | 6e       | 60 m      |
| 2006 | Coupe d'Europe                    | Malaga            | 2e       | 200 m     |
| 2006 | Championnats d'Europe             | Göteborg          | 4e       | 100 m     |
| 2006 | Championnats d'Europe             | Göteborg          | 3e       | 4 × 100 m |
| 2006 | DécaNation                        | Paris             | 1re      | 100 m     |
| 2007 | Championnats d'Europe en salle    | Birmingham        | 3e       | 60 m      |
| 2009 | Championnats d'Europe par équipes | Leiria            | 3e       | 4 × 100 m |
| 2010 | Championnats du monde en salle    | Doha              | 5e       | 60 m      |
| 2011 | Championnats d'Europe par équipes | Stockholm         | 2e       | 4 × 100 m |
| 2012 | Championnats d'Europe             | Helsinki          | 3e       | 4 × 100 m |
| 2012 | Jeux olympiques                   | Londres           | 3e       | 4 × 100 m |

### National
- Champion de France du 200 m en 2005 avec un temps de 20 s 34
- Champion de France du 100 m en 2006 en 10 s 17
- Champion de France du 200 m en 2008 en 20 s 45
- Champion de France du 100 m en 2009 en 10 s 39
- Champion de France en salle du 60 m en 2005 et 2006

## Records personnels
| Épreuve      | Performance | Lieu      | Date            | Notes                                                                             |
| ------------ | ----------- | --------- | --------------- | --------------------------------------------------------------------------------- |
| 50 m (salle) | 5 s 67      | Liévin    | 19 février 2005 |                                                                                   |
| 60 m (salle) | 6 s 45      | Karlsruhe | 13 février 2005 | Record de France. Ancien record d'Europe (battu par Dwain Chambers en 2009)       |
| 100 m        | 9 s 99      | Lausanne  | 5 juillet 2005  | Vent : +1,8 m/s. Ancien record de France (battu par Christophe Lemaitre en 2010). |
| 200 m        | 20 s 27     | Rieti     | 28 août 2005    | Vent : +1,0 m/s                                                                   |

## Distinctions
- Élu meilleur sportif de Martinique en 2005